# Spuren der Rache
Spuren der Rache ist ein deutscher Fernseh-Zweiteiler aus dem Jahr 2016. Regie führte Nikolai Müllerschön. Die Uraufführung fand auf den Biberacher Filmfestspielen am 5. November 2016 statt, die Erstausstrahlung des ersten Teils war am 2. Januar 2017 im ersten Programm der ARD, der zweite Teil wurde am 4. Januar ausgestrahlt.

## Handlung
Teil eins
Der frühpensionierte BKA-Beamte Frank Hennings verliert bei einem Bombenanschlag in Berlin Frau und Tochter. Nachdem die Polizei die Ermittlungen bereits nach zwei Tagen einstellt, nutzt er die Zugänge zu internen Informationskanälen der Polizei aus seiner aktiven Zeit und findet Hinweise auf den möglichen Drahtzieher Sharif Nader, der in Marokko vermutet wird. Mit gefälschter Identität reist er nach Tanger und heuert in Naders schwer bewachtem Anwesen als Klavierlehrer für dessen Tochter Yasmin an. Er plant, Nader zu erschießen, sobald sich eine Gelegenheit ergibt, wird aber von Naders Leuten bei dem Versuch entdeckt, eine Waffe ins Haus zu schmuggeln.
Zur selben Zeit dringen Bewaffnete in das Anwesen ein, bei den Kämpfen kommt Nader ums Leben und Hennings flieht mit Yasmin in die Stadt, wird von den marokkanischen Behörden jedoch für den Mörder von Nader gehalten und gesucht. Yasmins Tante hilft den beiden unterzutauchen und übergibt Yasmin ein kleines Notizbuch, das sie für ihren Vater aufbewahren sollte. Hennings macht indessen Naders Mitarbeiter Abdellah ausfindig, der als einziger Angestellter dem Massaker entkommen ist und erfährt nun von ihm, dass er die Bombe in Berlin positioniert hatte, die Hennings Familie getötet hatte. Daraufhin wird er von Hennings erschossen.
Teil zwei
Hennings und Yasmin halten sich auf einem Boot versteckt. Anhand der Notizen ist zu vermuten, dass der Waffenhändler Abu Bahir für den Anschlag auf Sharif Nader verantwortlich ist. Hennings hält Kontakt zu seinem Freund und ehemaligen Kollegen Martin Ritzenhoff. Dieser drängt ihn dazu Marokko so schnell wie möglich zu verlassen. Mithilfe des Bootes, das Hennings zum Laufen bringen kann, ist dies am Ende möglich. In Berlin wird derweil Ritzenhoff von BND-Ermittler Dieter Michaelis vorgeladen, der ebenfalls reges Interesse an Naders Notizbuch zeigt. Ritzenhoff ist damit klar, dass der BND selbst seine Finger mit im Spiel hat und sich Hennings auch in Deutschland vorerst versteckt halten muss, sobald er aus Marokko zurück ist.
Unmittelbar nach Hennings und Yasmins Flucht hat sich die Auftragskillerin Nazimah an ihre Fersen geheftet. Als Yasmin den Fehler macht und mit ihrer Kreditkarte in Spanien einkauft, wird der Verfolgerin ihr Aufenthaltsort bekannt. Ritzenhoff reist Hennings entgegen und kann nur mit Mühe die BND-Verfolger abhängen. Als er in Hennings Quartier eintrifft, ist Nazimah mit einem Begleiter bereits dort und erschießt Ritzenhoff ohne Vorwarnung. Hennings kann nach einem Zweikampf Nazimah und ihren Begleiter überwältigen: Damit rettet er sich und Yasmin das Leben. Von Spanien aus reisen die beiden mit dem Bus bis nach Berlin.
Nachdem es Hennings gelingt Naders Notizbuch zu entschlüsseln, findet er darin detailliert Waffenhändler in Kriegsgebieten und Waffenlieferungen aus Deutschland verzeichnet. Er kontaktiert Dieter Michaelis und bietet ihm das Buch an, wenn er als Gegenleistung dafür ermöglicht, dass Abu Bahir nach Deutschland kommt und Yasmin mit ihm, dem Mörder ihres Vaters, ungestört reden kann. Bei dem Gespräch mit Michaelis erfährt Hennings, dass der BND Bahir als ihren Spion aufgebaut hatte, dieser sich aber nun an keine Abmachungen mehr halte. Im Prinzip hat der BND dadurch nicht nur Hennings Familie, sondern auch das Massaker in Naders Haus mit zu verantworten. Hennings präpariert daher einen Koffer mit einem Sprengsatz, mit dem Yasmin das Notizbuch an Bahir übergeben soll. Doch überlegt er es sich doch anders und überlässt Bahir die Notizen. Er gibt Yasmin sein Ehrenwort, dass die beiden in Zukunft unbehelligt bleiben. Diese der persönlichen Vergebung gewidmeten Geste sieht der BND allerdings anders: Michaelis’ Mitarbeiter Bommer erschießt Bahir hinterrücks und nimmt das Notizbuch an sich.
In der Schlussszene gehen Hennings und Yasmin wie Vater und Tochter Arm in Arm, während Bommer ihnen in größerem Abstand folgt.

## Produktion
Die Produktion übernahmen im Auftrag der ARD die Oberon Film GmbH und Handschlagfilm Produktion.

## Kritik
Spuren der Rache bekam nach seinem Erscheinen vorwiegend negative Kritiken. Bemängelt wurden vor allem das unglaubwürdige Drehbuch und schlechte Dialoge.
Oliver Jungen von der FAZ kritisiert, die Figur des Helden sei „nachlässig konstruiert“ und „höchst unglaubwürdig“. Die „unterkomplexen Dialoge“ seien „mitunter ein Ärgernis“ und die Geschichte wirke „so aufgesetzt wie verstiegen“. Insgesamt sei die Inszenierung „regelrecht albern“.
Kaum milder urteilt D.J. Jungen von der Frankfurter Rundschau: Die „weltpolitische Sicherheitslage [werde] hier in etwas so realitätsgetreu gezeigt wie in einer Bild-Zeitungs-Synopis des letzten James-Bond-Films“, das Drehbuch zeige „unerwarteten Dilettantismus“ mit „fürchterlichen Dialogsätze[n]“ „die sich anhören wie Google Translate-Übersetzungen von Glückskeks-Sprüchen“. Die Geschichte sei eine „alberne Allmachtsphantasie des Westens“. Es sei verständlich, dass der Drehbuchautor und dreifache Grimme-Preisträger Holger Karsten Schmidt angesichts dieser „Drehbuchkatastrophe“ seinen Namen hinter das Pseudonym „Klaus Burck“ zurückgezogen habe. Regisseur Müllerschön wirke mit der Inszenierung „spürbar überfordert“.
Rainer Tittelbach von Tittelbach.tv hat ähnliche Einwände, sieht aber neben den offensichtlichen Schwächen dieser „Kolportage“ positive Aspekte in der „Besetzung, dem authentischen Umgang mit Fremdsprachen […] und einem gewissen Realismus in der Bildsprache“.

## Verweise
- Spuren der Rache bei filmportal.de
- Spuren der Rache bei IMDb